# بغدك (الريف الشرقي)
بغدك (بالفارسية: بغدک) هي منطقة سكنية تقع في إيران في قسم الريف الشرقي الريفي. يقدر عدد سكانها بـ 732 نسمة بحسب إحصاء 2016.